# Nanna Heitmann
Nanna Heitmann est une photographe documentaire germano-russe, née en 1994 à Ulm, en Allemagne. 

## Biographie
Nanna Heitmann naît à Ulm en Allemagne en 1994. Sa mère est russe, son père allemand. Après des études de photojournalisme et de photographie documentaire à l’Université Gottfried Wilhelm Leibniz de Hanovre, elle passe un semestre universitaire à Tomsk en Sibérie. 
Son travail documentaire traite des problèmes d'isolement – physique, social et spirituel – ainsi que de la façon dont les gens réagissent et interagissent avec leur environnement. En 2018, elle a été répertoriée pour son travail dans la liste des talents émergents du magazine en ligne Lensculture. 
Le travail de Nanna Heitmann a été publié par National Geographic, TIME Magazine, M Le Magazine du Monde, De Volkskrant, Stern Magazine, New York Times, The Washington Post, 6mois
Nanna Heitmann a rejoint l’agence Magnum Photos comme nommée en 2019. Elle est basée à Moscou et en Allemagne.

## Publication
- Foto Kunst Malerei: Fotografien von Heinrich Strieffler und Nanna Heitmann. Landau, Germany: Knecht, 2019.  (ISBN 978-3939427513)

## Récompenses et distinctions
- 2018 : Vogue ltalia prize du Women Photographers Grant du PH Museum[3]
- 2018 : Student Award Winner au Festival of Ethical Photography de Lodi[13].
- 2019 : Leica Oscar Barnack Newcomer Award [3],[14]
- 2019 : Sunday Times Ian Parry Award for Achievement [15]
- 2020 : Finaliste du prix W. Eugene Smith, pour « Russia's Pandemic of Inequality »[16]
- 2020 : Joop Swart Masterclass du World Press Photo[17]
- 2020 : The Olivier Rebbot Award[18]
- 2021 : Prix Obs – Les Femmes s’exposent pour son reportage « Utrish : à propos des palais et des “sauvages”  »[19],[20]
- 2021 : TIME's Top 100 Photos of 2021[21]
- 2022 : World Press Photo, « Photo Contest, Europe, Stories » pour la série « As Frozen Land Burns »[22]
- 2022 : Prix Françoise-Demulder[23],[24].